# Đèo Mã Phiếu
Đèo Mã Phiếu hay đèo Phiếu là đèo trên đường tỉnh 243 ở huyện Hữu Lũng tỉnh Lạng Sơn .

## Vị trí
Đèo Mã Phiếu trên đường tỉnh 243 ở vùng giáp ranh xã Đồng Tân và xã Yên Vượng huyện Hữu Lũng. Gần đỉnh đèo ở phía bắc là thôn Sơn Đông xã Yên Vượng . Bản "Danh mục địa danh dân cư... tỉnh Lạng Sơn" cùng nhiều văn liệu khác ghi tên là "đèo Phiếu" .
Đường tỉnh 243 là đường mới nâng cấp từ đường liên huyện, mở xuyên qua vùng núi đá vôi, nên rất hiểm trở và có ẩn chứa nhiều nguy cơ đá lở hố sụt, thậm chí ngập lụt cục bộ .
Đường tỉnh 243 bắt đầu từ ngã ba Ba Nàng trên quốc lộ 1A. 21°32′33″B 106°22′32″Đ / 21,542556°B 106,375433°Đ
Đường đi hướng bắc, trong đó Đèo Mã Phiếu ở Km2, còn Đèo Bụt 21°38′20″B 106°21′16″Đ / 21,638889°B 106,354444°Đ ở Km14.
Đường tỉnh 243 nối vào Đường tỉnh 241 ở ngã ba Mỏ Nhài xã Hưng Vũ huyện Bắc Sơn, Lạng Sơn. Làng Mỏ Nhài là nơi có "Khu di tích đồn Mỏ Nhài" 21°50′15″B 106°20′59″Đ / 21,837608°B 106,349691°Đ liên quan đến Khởi nghĩa Bắc Sơn năm 1940